# Dissident (Pearl Jam)
Dissident is een nummer van de Amerikaanse rockband Pearl Jam uit 1994. Het is de tweede single van hun tweede studioalbum Vs.
Het nummer haalde de 3e positie in de Amerikaanse Hot Mainstream Rock Tracks. In de Nederlandse Top 40 wist het de 16e positie te behalen, in de Vlaamse Radio 2 Top 30 kwam het niet verder dan nummer 30.
In 1994 bracht Pearl Jam een live-box uit van het concert op 3 april 1994 in Atlanta. De drie los te kopen CDs konden in een 'Dissident' verzamelbox worden geplaatst. Naast de live gespeelde nummers staat ook de studioversie van Dissident op deze CDs.